# Yochlia singularis
Yochlia singularis är en insektsart som beskrevs av Nielson 1979. Yochlia singularis ingår i släktet Yochlia och familjen dvärgstritar. Inga underarter finns listade i Catalogue of Life.